# 相模原市立淵野辺東小学校
相模原市立淵野辺東小学校（さがみはらしりつ ふちのべひがししょうがっこう）は、神奈川県相模原市中央区東淵野辺三丁目に存在する公立の小学校である。

## 通学区域
- 相模原市中央区[1]
  - 東淵野辺1丁目
  - 東淵野辺2丁目
  - 東淵野辺3丁目
  - 東淵野辺4丁目
  - 東淵野辺5丁目4番~17番・22番~31番
  - 淵野辺5丁目10番1号~12号・20号~48号・11番
  - 淵野辺本町4丁目1番~11番・14番~39番
  - 淵野辺本町5丁目4番~43番

## 進学中学校
- 相模原市中央区[2]
  - 相模原市立共和中学校